# ليتيسيا دوترا
ليتيسيا دوترا هي لاعبة جمباز إيقاعي برازيلية، ولدت في 22 يونيو 1993.